# Dellow

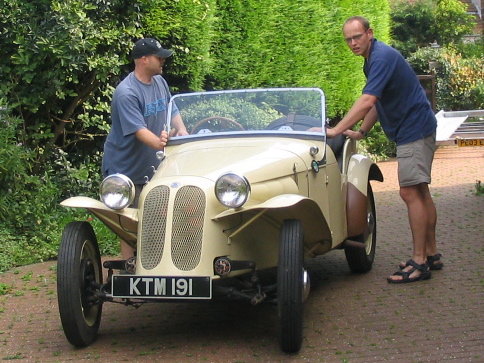
Dellow Mark II (1951–1952)

Die Dellow Motors Ltd. war ein britischer Automobilhersteller in Alvechurch bei Birmingham. Dort wurden 1949–1959 Sportwagen hergestellt.
Der Konfektionär bezog seine Motoren ausschließlich von Ford. 1949 wurde der erste Wagen, der Mark I mit seitengesteuertem 1172-cm³-Ford-Vierzylindermotor, vorgestellt. Mit Ausnahme eines Prototyps mit 1,5-l-Ford-Consul-Motor hatten alle Dellow diesen Motor eingebaut.
Die Roadster waren eigentlich für Geländewettbewerbe gedacht, konnten aber auf Grund ihres guten Wetterschutzes auch für den täglichen Gebrauch eingesetzt werden.

## Modelle
| Modell            | Bauzeitraum | Zylinder | Hubraum  | Leistung         | bei Drehzahl | Radstand |
| ----------------- | ----------- | -------- | -------- | ---------------- | ------------ | -------- |
| Mk. I             | 1949–1951   | 4 Reihe  | 1172 cm³ | 31 bhp (23 kW)   | 4200 min−1   | 2134 mm  |
| Mk. II A / B / C  | 1951–1952   | 4 Reihe  | 1172 cm³ | 31 bhp (23 kW)   | 4200 min−1   | 2096 mm  |
| Mk. III           | 1952–1954   | 4 Reihe  | 1172 cm³ | 31 bhp (23 kW)   | 4200 min−1   | 2400 mm  |
| Mk. IV (Prototyp) | ?           | 4 Reihe  | 1506 cm³ |                  |              | 2400 mm  |
| Mk. V             | 1954–1957   | 4 Reihe  | 1172 cm³ | 36 bhp (26,5 kW) | 4400 min−1   | 2134 mm  |
| Mk. II E          | 1956        | 4 Reihe  | 1172 cm³ | 36 bhp (26,5 kW) | 4400 min−1   | 2159 mm  |
| Mk. VI            | 1957–1959   | 4 Reihe  | 1172 cm³ | 36 bhp (26,5 kW) | 4400 min−1   | 2286 mm  |